# 更換聯播網
更換聯播網是指電視台或廣播電台變更其加入的聯播網的行為。
在日本，規模最大的一次更換電視聯播網的行為發生在1975年，JNN及ANN交換了其在近畿地方的加盟台，每日放送從ANN改為JNN加盟台，朝日放送從JNN改為ANN加盟台。這次更換聯播網的主要目的是理順報社及電視台之間的資本關係。
美國在1994年至1996年發生了大規模的更換電視聯播網，全美有近70家電視台變更了聯播網，並使得福斯廣播公司成為和三大電視網（CBS、NBC、ABC）並駕齊驅的主要電視網。加拿大卑詩省的溫哥華及哥倫比亞地區在2001年亦進行了大規模的更換聯播網。